# Байкониський сільський округ (Байтерецький район)
Байкониський сільський округ (каз. Байқоныс ауылдық округі, рос. Байконысский сельский округ) — адміністративна одиниця у складі Байтерецького району Західноказахстанської області Казахстану. Адміністративний центр — село Байконис.
Населення — 6596 осіб (2021; 4571 у 2009, 3589 у 1999, 2527 у 1989).
Станом на 1989 рік існували Володарська сільська рада (села Володарське, Галіцино, Озерне) та Трьокінська сільська рада (села Желаєво, Літник, Новеньке, Трьокіно) колишнього Приурального району. Пізніше села Галіцино та Озерне були передані до складу Дар'їнського сільського округу, село Желаєво увійшло до складу Уральської міської адміністрації. 2023 року Трьокінський сільський округ перейменовано в сучасну назву.

## Склад
До складу округу входять такі населені пункти:
| Населений пункт   | Старі назви | Населення, осіб (1989) | Населення, осіб (1999) | Населення, осіб (2009) | Населення, осіб (2021) |
| ----------------- | ----------- | ---------------------- | ---------------------- | ---------------------- | ---------------------- |
| Байконис, село    | Трьокіно    | 81                     | 1370                   | 1781                   | 3563                   |
| Володарське, село | -           | 1040                   | 1057                   | 1175                   | 1121                   |
| Жайик, село       | Літник      | 156                    | 157                    | 274                    | 529                    |
| Новеньке, село    | -           | 1250                   | 1005                   | 1341                   | 1383                   |